# Det Kongelige Stentrykkeri
Det Kongelige Stentrykkeri var Danmarks første litografiske virksomhed, etableret i 1820.
Efter at Aloys Senefelder 1796 havde opfundet litografien, viste den sig her 1811. Dens første udøver her i landet var thüringeren Heinrich Wenzler. Allerede 1815 trådte imidlertid kunst- og musikhandler C.C. Lose til, for det var jo især med hensyn til nodetryk at litografien straks syntes så anvendelig. I samme år erhvervede Lose privilegium til at anlægge et stentrykkeri og gik i kompagni med Wentzler. Uheld opstod imidlertid, virksomheden betalte sig ikke, og 1820 købte staten anstalten for 2000 Rigsdaler, således at der nu opstod et kongeligt stentrykkeri under major Joseph Abrahamson og løjtnant N.B. Krossings ledelse. Abrahamson var direktør, Krossing inspektør og teknisk leder.
Officerer blev ansat som litografer og underofficerer som trykkere. Det var navnlig militære kort, opmålinger og lignende, som udgik fra anstalten, men den forsøgte sig også med kunstneriske blade. Fra starten i 1820 var oberstløjtnant Jacob Henrik Mansa knyttet til værkstedet. 1843 ophørte etablissementet, men blandt de militære litografer, der fortsatte deres virksomhed må særlig nævnes kaptajn Carl Henckel samt Mansa.